# Буренок Вікторія Василівна
Вікторія Василівна Буренок (нар. 4 жовтня 1965, Краматорськ, Донецька область) — українська баскетболістка. Чемпіонка Європи 1995 року і учасниця літніх Олімпійських ігор в Атланті. Заслужений майстер спорту України.